# 우상연습생
《우상연습생》(중국어 간체자: 偶像练习生, 정체자: 偶像練習生, 병음: Ǒuxiàng liànxí shēng)은 중국의 리얼리티 프로그램이다. 2018년 1월 19일 아이치이에서 첫 방송되었다. 이 프로그램에서 최종 선발된 9명은 같은 해 4월 6일 NINE PERCENT라는 보이 그룹으로 데뷔하였다.
심사위원으로 대한민국에서 활동하는 아이돌이 여럿 출연하였다. 우주소녀의 성소, GOT7의 잭슨, 프리스틴의 주결경이 멘토로 출연하고 대표는 EXO 레이가 맡았다.
텐센트 비디오의 《창조101》과 달리, Mnet으로부터 《PRODUCE 101 시즌 2》의 판권을 사지 않고 비슷하게 모방하여 제작한 프로그램이다. 이 프로그램을 공식적인 중국판 PRODUCE 101으로 오해하는 사람이 늘어나자, Mnet은 2018년 2월 5일 보도자료를 통하여 우상연습생은 PRODUCE 101과 무관한 프로그램이며 ‘중국판 프듀’와 같은 표현을 자제할 것을 밝혔다.

## 최종 선발
| 순위 | 이름     | 예명            | 소속사       | 소속그룹                    |
| ---- | -------- | --------------- | ------------ | --------------------------- |
| 1위  | 차이쉬쿤 |                 |              | 前NINE PERCENT, 前SWIN      |
| 2위  | 천리농   |                 | 레전드스타   | 前NINE PERCENT              |
| 3위  | 판청청   |                 | 위에화       | NEXT, 前NINE PERCENT        |
| 4위  | 황밍하오 | 저스틴          | 위에화       | NEXT, 前NINE PERCENT        |
| 5위  | 린옌쥔   |                 | 바나나컬쳐   | 前Trainee18, 前NINE PERCENT |
| 6위  | 주정팅   | 정정            | 위에화       | NEXT, 前NINE PERCENT        |
| 7위  | 왕쯔이   |                 | 간단쾌락문화 | 前BBT, 前NINE PERCENT       |
| 8위  | 왕린카이 | 샤오구이, 前Imp | 궈란천공     | 前NINE PERCENT              |
| 9위  | 요장징   |                 | 바나나컬쳐   | 前Trainee18, 前NINE PERCENT |